# Кингсбери (Техас)
Кингсбери (англ. Kingsbury) — город в округе Гуадалупе, штат Техас, США. По состоянию на 2019 год в нём проживало 133 человека.

## История
Кингсбери был основан в 1875 году, но зарегистрирован в качестве города лишь в 2015 году. Ширли Нолен — первый мэр. Первое заседание городской комиссии состоялось в 21 ноября 2015 года.

## География
По данным Бюро переписи населения США, Кингсбери имеет общую площадь в 6,67 км2. Он полностью располагается на суше.

## Население
| Год переписи                              | Нас. |       | %± |
| ----------------------------------------- | ---- | ----- | -- |
| 2019                                      | 133  | [ 2 ] | —  |
| 2019–2019 — перепись населения. Источник: |      |       |    |

## Образование
Кингсбери входит в Независимый школьный округ Сегуин, Независимый школьный округ Лулинг и Независимый школьный округом Прери-Ли.